# Bideford (Nouvelle-Zélande)
Bideford est une petite localité rurale, située dans le district de Masterton dans la région de Wairarapa  dans l’île du Nord de la Nouvelle-Zélande.

## Situation
Bideford' est une petite localité rurale, située dans le district de Masterton dans la région de Wairarapa  dans l’île du Nord de la Nouvelle-Zélande.
La ville est localisée  à 35 kilomètres au nord-est de la ville de Masterton et à une distance identique au sud-ouest d’Eketahuna.

## Éducation
Bideford avait une école primaire jusqu’à sa fermeture par fusion en 2004 ( École de la région de Wairarapa fusionnées en 2004 (en)).

## Toponymie
La ville a été dénommée ainsi d’après celle de Bideford, dans le Devon en Angleterre, mais était connue préalablement sous le nom d’Upper Taueru jusqu’en 1878.

## Résidents notables
- John Falloon: membre du Parlement, qui vivait à Bideford à l’époque de sa mort.